# Swertia guibeiensis
Swertia guibeiensis är en gentianaväxtart som beskrevs av C.Z. Gao. Swertia guibeiensis ingår i släktet Swertia och familjen gentianaväxter. Inga underarter finns listade i Catalogue of Life.